# غوران يوريتش
غوران يوريتش (بالكرواتية: Goran Jurić)‏ ولد 5 فبراير 1963 في موستار، جمهورية يوغوسلافيا الاشتراكية الاتحادية، هو لاعب كرة قدم كرواتي سابق كان يلعب كمدافع. سبق له أن لعب في كأس العالم لكرة القدم مع منتخب بلاده. لعب خلال مسيرته 402 مباريات سجل خلالها هدفين.

## روابط خارجية
- غوران يوريتش على موقع الاتحاد الدولي (مؤرشف)  (الإنجليزية)
- غوران يوريتش على موقع رابطة كرة القدم اليابانية للمحترفين (اليابانية)
- غوران يوريتش على موقع قاعدة بيانات كرة القدم.إي يو (الإنجليزية)
- غوران يوريتش على موقع ناشيونال فوتبول تيمز (الإنجليزية)
- غوران يوريتش على موقع Soccerway.com (الإنجليزية)
- غوران يوريتش على موقع عالم كرة القدم.نت (الإنجليزية)